# Hot Rap Songs
La Hot Rap Songs è una classifica pubblicata con cadenza settimanale dalla rivista musicale Billboard negli Stati Uniti. Elenca le più popolari canzoni hip-hop/rap, calcolandone settimanalmente l'airplay in radio rhythmic e urban e le vendite in negozi specializzati in hip hop. Dal 1989 al 2001 si è basata principalmente sulle vendite ottenute nella settimana dal singolo. La più lunga permanenza in prima posizione è stata ottenuta da Hot Boyz di Missy Elliott, che rimase in cima alla classifica per 16 settimane tra il 1999 e il 2000.